# Prison dans Stauferkaserne

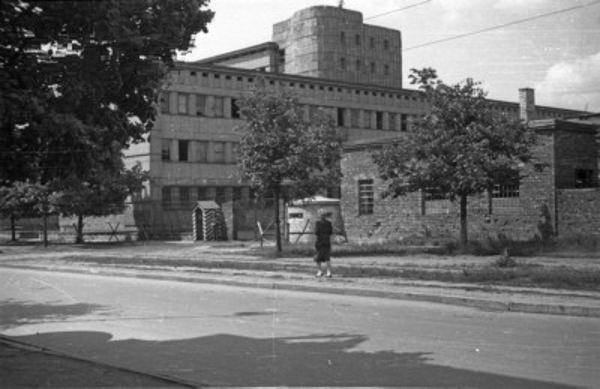
SS-Stauferkaserne. Vue de la rue Kazimierzowska.

La prison dans Stauferkaserne est une prison provisoire et un point de rassemblement pour les habitants chassés de Varsovie, créée par les Allemands au début de l’insurrection sur le terrain de la caserne de la SS (Stauferkaserne), rue Rakowiecka 4. En août et septembre 1944, les milliers d’habitants du quartier Mokotów sont passés par la caserne. Ils y ont été détenus dans les conditions difficiles et traités d’une manière brutale. Lors de l’insurrection de Varsovie, dans la caserne, il y avait de nombreuses exécutions avec au moins 100 victimes.

## Création de la prison
Pendant l’occupation allemande, un complexe d’édifices de l’État-major de l’Armée polonaise situé dans la rue Rakowiecka 4 à Mokotów a été transformé en caserne de la SS, appelée Stauferkaserne. Au moment du déclenchement de l’insurrection y a stationné le troisième bataillon de réserve de Panzergrenadiers, comptant environ 600 soldats avec une compagnie des chars. Le 1er août 1944, la caserne a été attaquée par les soldats de l’Armée de l’intérieur du bataillon d’attaque « Odwet II » et du groupe d’artillerie « Granat », mais les SS, bien armés et fortifiés, ont réussi à résister à l’attaque polonaise.
Le soir du 2 août, les SS de la garnison Stauferkaserne ont commencé la pacification des parties de Mokotów situées près de la caserne. Les habitants des rues: Rakowiecka, Puławska, Kazimierzowska, Rejtana, Wiśniowa, Aleja Niepodległości, Asfaltowa, Opoczyńska et Fałata ont été chassés de leurs maisons avec force des cris et coups, et poussés vers la caserne. Jusqu’à 20 h, quelques centaines des civils ont attendu sous la pluie à la cour de la caserne. Les officiers de la SS ont tiré des mitrailleuses au-dessus de leurs têtes pour intensifier les sentiments de panique,. Ensuite le commandant de la garnison, SS-Obersturmführer Martin Patz s’est adressé aux Polonais emprisonnés. Il leur a dit qu’ils avaient été capturés comme otages et qu’au cas où l’insurrection n’échouerait dans trois jours, ils vont être fusillés. De plus, il a annoncé les exécutions sur les Polonais pour chaque Allemand tué par les insurgés,. Ensuite, on a séparé les hommes des femmes et des enfants et on a placé les deux groupes dans les baraques différentes. La majorité des femmes et des enfants a été libérée le soir du lendemain.
Les jours suivants, les habitants de Mokotów, surtout les hommes, ont été toujours chassés vers Stauferkaserne. La caserne a commencé à servir de prison provisoire et de point de rassemblement pour les habitants chassés du quartier. La prison a fonctionné jusqu’à mi-septembre 1944, mais on y a détenu de nombreux Polonais jusqu’au début de l’octobre. D’habitude, après un séjour dans Stauferkaserne, les prisonniers ont été transférés au camp de transit à Pruszków ou aux autres points de rassemblement créés par les Allemands pour les habitants chassés de Varsovie.

## Conditions de vie des prisonniers
Le premier groupe d’hommes dans Stauferkaserne a obtenu quelque chose à boire et à manger le lendemain de leur arrivée, certains d’eux ont dû attendre trois jours. À partir du 5 août, les Allemands ont permis aux femmes polonaises d’apporter la nourriture à leurs proches emprisonnés dans la caserne. Cependant, il est arrivé plusieurs fois, que les Allemands ont tiré sur les femmes arrivées sous le drapeau blanc. Quelques femmes a été tuées ou blessées,.
D’après l’un des prisonniers, Zbigniew Bujnowicz, la vie des Polonais emprisonnés dans la caserne rassemblait la vie dans le camp de concentration. À 5 h 30 du matin, il y avait un réveil, et puis un appel. Ensuite, les prisonniers recevaient le petit déjeneur (le plus souvent 1-2 biscuits de mer et un café noir). Les prisonniers travaillaient jusqu’à la pause déjeuner vers 13 h. Comme déjeuner, il mangaient d’habitude du gruau. Après le répas, ils travaillaient jusqu’à 19h, et après les 2 heures de la pause du dîner vers 19h, ils travaillaient jusqu’à 2 h de la nuit.
Le travail des prisonniers consistait à nettoyer les latrines, démonter les barricades, nettoyer les chars, enterrer les corps des morts, creuser les tranchées, nettoyer les rues, transporter et charger les biens volés par les Allemands sur leurs voitures. Nombreux travaux viseaient à épuiser et humilier les détenus. Les SS tourmentaient les prisonniers à chaque occasion, ils les battaient chaque jour.
Les conditions de vie très difficiles ont conduit à l’épuisement des prisonniers. Une épidémie de dysenterie a éclaté parmi les Polonais. Plus tard, un groupe de personnes regroupées autour Jan Wierzbicki, inspecteur de la Croix-Rouge polonaise a forcé les Allemands à la création de l’unité sanitaire composée des prisonniers polonais. Au début, elle comptait 16 personnes, mais avec temps, le nombre a atteint 60 personnes, y compris les deux médecins et les deux infirmières. L’unité disposait même du véhicule utilitaire. Le personnel sanitaire prenait soin des prisonniers de Stauferkaserne, offrait une assistance médicale aux Polonais qui habitaient les zones de Mokotów contrôlées par les Allemands (le terrain de la rue Rakowiecka à la rue Madaliński) et enterrait les corps des civils et des insurgés. Cependant, on a strictement interdit aux membres du personnel d’aider les Polonais blessés, supҫonnés de participer à l’insurrection.

## Exécutions
Lors de l’insurrection, sur le terrain de Stauferkaserne on a tué au moins 100 habitants de Mokotów. Déjà le 3 août (selon d’autres témoignages le 4 août),, les Allemands ont choisi 45 prisonniers au hasard, ensuite ils les ont fait sortir de la prison dans les groupes des 15 personnes et les ont fusillé en dehors de la caserne. Parmi les victimes, il y a eu un prêtre chrétien orthodoxe qui a été forcé par les Allemands à chanter avant l’exécution,. On a enterré les corps sur le terrain de la prison de Mokotów, située en face de Stauferkaserne. On a informé les autres prisonniers que l’exécution était une revanche pour la fusillade supposée des 30 volksdeutsches faite par les insurgés.
Le 4 août, on a amené dans Stauferkaserne un groupe d’environ 40 hommes de la maison située à l’intersection des rues Narbutta et Aleja Niepodległości. Tous les hommes ont été fusillés des mitrailleuses dans la cour de la caserne. On a achevé les blessés par les tirs des pistolets,.
Sur le terrain de la caserne, il y avait souvent les exécutions individuelles, ordonnées par SS-Obersturmführer Patz. Entre autres, un jour, Patz a ordonné de fusiller un homme, parce qu’il a pris le grimace de son visage (en fait étant signe d’une maladie) pour une moquerie. Quand les prisonniers ont commencé à se rebeller contre le mode du travail épuisant, les SS ont pendu un prisonniers devant les yeux des autres. L’un des plus cruels officiers de la SS, SS-Rottenführer Franckowiak a dirigé cette exécution.
De plus, la partie des prisonniers a été exportée en voitures de la Gestapo vers une destination inconnue et on ne les a plus revu. Le 9 août, le groupe de 20-40 prisonniers a disparu dans cette manière, et en août/septembre, près de 70 hommes ont été exportés. Probablement, ils ont été fusillés dans les ruines de l’Inspectorat général des Forces armées ou dans les autres lieux près du siège de Sicherheitspolizei dans la rue Aleja Szucha. Les femmes emprisonnées dans Stauferkaserne ont été chassées devant les chars allemands en tant que « les boucliers humains ».
Le 8 août, Patz a envoyé une délégation des 100 femmes au colonel « Daniel », commandant de l’Armée de l’intérieur polonaise à Mokotów avec une demande catégorique de la capitulation, sous la menace de fusiller tous les Polonais emprisonnés dans Stauferkaserne. Cependant le chantage a échoué, parce que « Daniel » a menacé d’utiliser les mêmes sanctions envers les Allemands emprisonnés par lui.

## Épilogue
Après la guerre, les bâtiments de l’ancienne caserne ont servi d’un siège de l’État-major de l’Armée polonaise. Le lieu de la mort de nombreux habitants de Mokotów n’a pas été commémoré.
En 1978, devant le tribunal à Cologne, il a commencé le procès de SS-Obersturmführera Martin Patz. Il était jugé pour le massacre sur 600 prisonniers de l’établissement pénitentiaire de la rue Rakowiecka 37, fait par les officiers de la SS sous son contrôle le 2 août 1944. En février 1980, Patz a été déclaré coupable et condamné à 9 ans de prison. Dans le même procès, Karl Misling a été condamné à 4 ans de prison.